# Shigeru Sō
Shigeru Sō (jap. 宗 茂, Sō Shigeru; * 9. Januar 1953 in Usuki) ist ein ehemaliger japanischer Marathonläufer.
1976 qualifizierte er sich als Dritter des Biwa-See-Marathons für die Olympischen Sommerspiele in Montreal, bei denen er den 20. Platz belegte. Im selben Jahr wurde er Vierter beim Fukuoka-Marathon in 2:14:59 h. 1978 gewann er den Beppu-Ōita-Marathon mit der Weltbestzeit von 2:09:06 und wurde jeweils Dritter am Biwa-See und in Fukuoka. 1979 siegte er am Biwa-See und wurde zweiter beim vorolympischen Marathon in Moskau. Ebenfalls auf den zweiten Platz kam er am Ende des Jahres in Fukuoka, woraufhin er zum zweiten Mal für die Olympischen Spiele nominiert wurde; der Boykott seines Landes verhinderte jedoch eine Teilnahme an den Olympischen Sommerspielen in Moskau.
1981 siegte er erneut beim Beppu-Ōita-Marathon und wurde Dritter in Fukuoka. 1983 diente der Fukuoka-Marathon erneut als Ausscheidungsrennen für Olympia. Shigeru Sō qualifizierte sich als Dritter (und zweitbester Japaner) ebenso wie sein Zwillingsbruder Takeshi, der Vierter wurde.
Bei den Olympischen Sommerspielen in Los Angeles war es allerdings Takeshi, der als Vierter die Nase vorn hatte, während Shigeru lediglich auf den 17. Platz kam. 
1985 gewann Shigeru den Tokyo International Men’s Marathon und siegte beim Peking-Marathon – zeitgleich mit seinem Bruder Takeshi als Zweitem. Zum Abschluss seiner Karriere wurde Shigeru Fünfter beim Beppu-Ōita-Marathon 1989.
Zu diesem Zeitpunkt war er schon Trainer beim Team von Asahi Kasei geworden. Zu den von ihm betreuten Athleten gehörte unter anderem Kōichi Morishita, der 1992 in Barcelona eine olympische Silbermedaille gewann. 